# Дан и Гере (народи)
Дан живе у области Ман и Данане близу границе Обале Слоноваче и Либерије. По локалним веровањима они су дошли из области саване. Они говоре језиком манде и броје око 150 хиљада становника. Њихови суседи Гере говоре језиком који припада  гвинејској језичкој породици. Они су насељавали тропске шуме које се налазе у обалском појасу. Начин живота, социјална структура и веровања Дан и Гере имају много заједнички елемената.

## Маске
Маске класичног стила Дан су антропоморфне. На лицу маске истичу се чело, правилан нос и уста. Мушке и женске маске тог стила разликују се по облику очију. На мушким маскама очи су округле, а на женским маскама очи су косе. Ова женска маска позната је под именом „мајка маски”. 
Маске Гере су зооантропоморфне, али се могу наћи и антропоморфне маске. На њима су сачуване опште пропорције, али је деформација појединих елемената достигла висок степен. Очи су постављене у виду цилиндра, а уста на неким маскама заузимају читав доњи део лица маске. Неки делови лица (нос и очи) могу бити представљени неколико пута. На овим маскама налазе се елементи класичног стила Дан и гроескних маски Гере-Вобе. Међу тим стилским варијантама Дан и Гере може се издвојити велики број облика од класицизма Дан до експресионизма Гере.

### Политика и религија
У Африци се религијске и политичке организације групишу око свете маске. Маска постаје основа култа метафоричког божанства које она представља. Преко маске учвршћена хе локална политичка власт кроз тајно друштво Поро. То је најпре удружење које је водило рачуна о младићима који су пролазили кроз обред иницијације. Они су у шумским школама проводили неко врмене где су се упознавали са религијским и социјалним животом свог племена. Утицај тајног друштва Поро не престаје након после обреда иницијација, већ се наставља кроз читав низ строго утврђених правила којих морају да се придржавају сви чланови заједнице. Неки научници сматрају да се кроз маску инкарнирају духови предака а други да су маске инкарнација духа шуме.
Најважнија маска вишег ранга представља шумског духа. Она има функцију судије, законодавца и миротворца. Она доноси решење о рату и миру, а у њеном присуству нико не сме да лаже. Игре з којима учествују ратничке маске доказују важну улогу коју су имале маске у ратовима који су се водили између племена. Ове маске су тамноцрвене или црвене са великим устима и дугачком брадом. Маскирана особа на себи носи тешку сукњу од траве. Раније су ове маске пратиле ратнике до бојишта, а у савремено доба оне одржавају ред у месту. Чланови заједнице приносе ратничкој маски жртве. Поливају је кокошијом крвљу и плодовима коле. Важну друштвену функцију имају мске које воде рачуна п ватри у току сувог периода од изласка до заласка сунца. Маскирана особа обилази село и контролише да ли су све ватре угашене. Маскирани ноћни стражари воде рачуна о томе да нико не остави нечистоћу близу куће.
Код Гере у Вобе постоје маске које имају функцију судије, маске којима се означава рат и прекид рата и маске помоћу којих се регулишу односи унутар заједнице. Старост и хијерархија наглашена је бојом и одећом коју носи маскирана особа. Млађе су: црвена, црна, зелена и жута маска. Све групе користе мале маске као амулете. Обично су то копије великих маски, које имају функцију да заштите децу, или посвећене који одлазе на пут. Маске-амулети се налазе у платненој или кожној кеси и имају снагу велике маске. 